# The Upside Downs of Little Lady Lovekins and Old Man Muffaroo

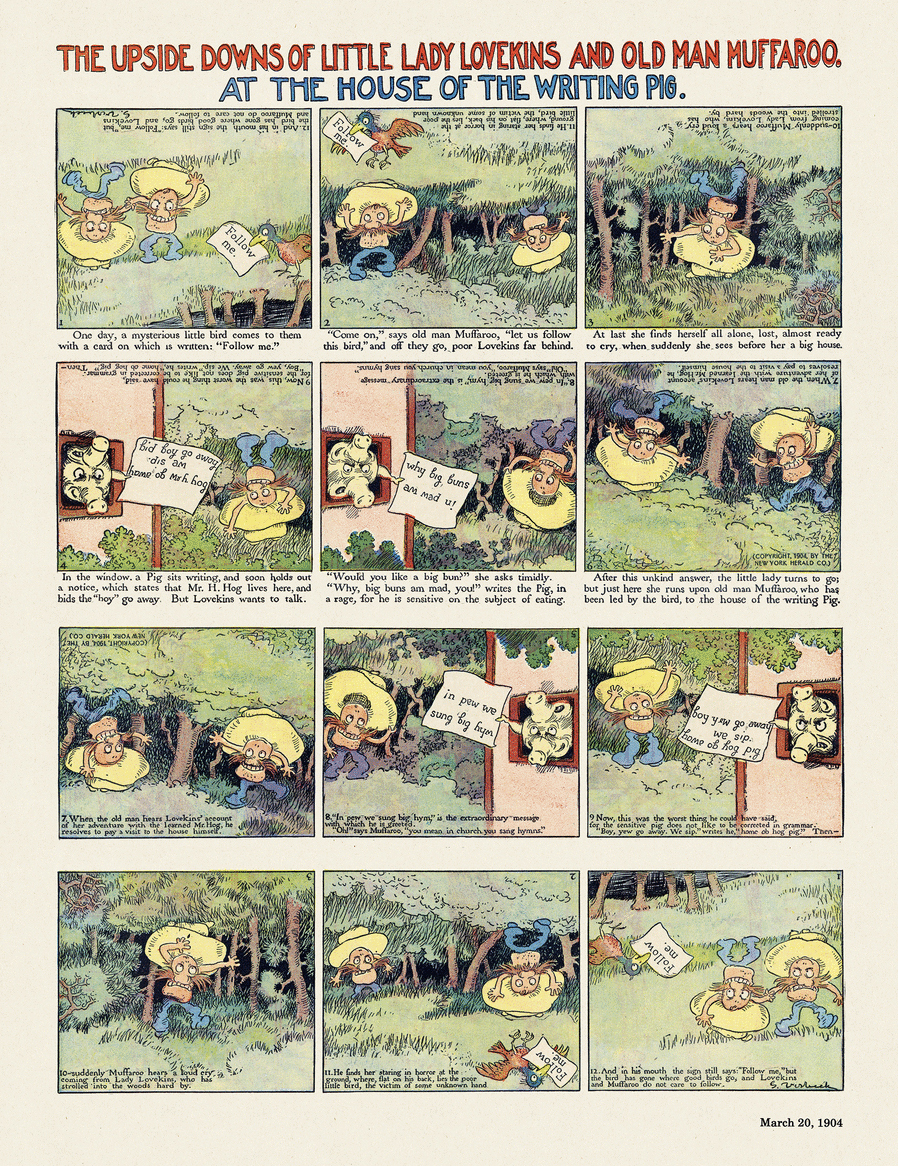
Strippagina uit 1904, At the house of the writing pig

The Upside Downs of Little Lady Lovekins and Old Man Muffaroo is een vroege Amerikaanse krantenstrip zonder tekstballonnen getekend door de van oorsprong Nederlandse tekenaar Gustave Verbeek. Opmerkelijk aan deze strip is dat het gaat om een ambigram.
De strip debuteerde in oktober 1903 in de krant The New York Herald. De strip kende maar 64 afleveringen en Verbeek stopte ermee in januari 1905 om zich te wijden aan andere strips. Hij zag dat deze inventieve manier van vertellen maar beperkte verhaalsmogelijkheden bood. De strip werd later nog in album uitgegeven, onder andere in Frankrijk in 1977 door uitgeverij Horay.
Titelpersonages waren een rijke jongedame, Lady Lovekins, en haar oude dienaar, Muffaroo. Zij reizen in een fantasievolle wereld vol vreemde wezens en monsters. Ze beleven eenvoudige avonturen waarbij Muffaroo vaak Lady Lovekins uit de nood moet helpen. Opmerkelijk is dat elke strip ook ondersteboven kan gelezen worden. Na een eerste, normale lectuur moest de lezen de strip omdraaien. De tekeningen kregen zo op een inventieve maar geloofwaardige wijze een nieuwe betekenis. Verbeek maakte hierbij handig gebruik van de wijde rok van Lady Lovekins en de grote hoed van Muffaroo om deze personages in de andere leesrichting om te wisselen. De strip werd vergezeld van een begeleidende tekst in elke leesrichting.

Fragment met Little Lady Lovekins in de bek van een vogel, of Old Man Muffaroo in een boot